# Marc Claudi Tàcit
Marc Claudi Tàcit (llatí: Marcus Claudius Tacitus; nascut cap al 200 i mort el juny del 276) fou emperador romà del 25 de setembre de 275 al juny del 276. Va ser el darrer dels emperadors que va ser elegit pel senat romà i, justament, la seva política anava encaminada a revalorar el senat. Havia arribat al càrrec quan ja era molt gran i no va poder superar una malaltia, que va ser la causa del seu breu regnat.

## Orígens
Tàcit va néixer a Interamna, al centre de la península Itàlica. A la Història Augusta es diu que era descendent de l'historiador Gaius Corneli Tàcit, però aquesta afirmació no és acceptada pels historiadors actuals. També es diu que durant la seva carrera política, abans de ser senador, va tenir diversos nomenaments en llocs administratius, inclòs el nomenament de cònsol el 273, i en tots es va guanyar el respecte dels seus conciutadans, però la sola dada que s'ha pogut comprovar és la del seu consolat.

## Ascens al tron
A la mort d'Aurelià, l'exèrcit de Tràcia, repenedit, va decidir no proclamar cap emperador i va enviar un ambaixador al senat demanant el nomenament d'un successor al tron vacant; el senat romà inicialment va declinar l'oferiment i va delegar l'elecció als legionaris, però les tropes van insistir; el senat va declinar per segon cop, i altre cop els soldats van fer la mateixa petició; la situació va durar uns mesos que Edward Gibbon qualifica de tranquil·la anarquia, en què l'Imperi Romà no tenia emperador, ni usurpador, ni pretendent rebel. Durant aquest interregne la vídua d'Aurelià, Úlpia Severina va assumir la dignitat d'emperadriu.
Finalment la situació fou coneguda arreu i els germànics van travessar el Rin, també a Síria, a Egipte, a la província africana i a Il·líria hi havia amenaça de tornar a la inseguretat anterior a Aurelià. Finalment el senat, convençut de la sinceritat dels militars, va decidir suposadament el 25 de setembre del 275, sota la presidència del cònsol Veli Cornifici Gordià, acceptar l'encàrrec i van nomenar Marc Claudi Tàcit, un vell senador nadiu d'Interamna. El nou emperador era culte, ric i de caràcter honorable; encara que primer va refusar per la seva avançada edat finalment va acceptar i fou aclamat pels pretorians.
Immediatament es va dirigir cap a Tràcia a reunir-se amb les tropes, als qui va prometre el pagament dels salaris deguts i va fer el donatiu acostumat, que fou favorablement rebut. Una de les seves primeres decisions fou l'execució dels implicats en la mort d'Aurelià, i després el va honrar encarregant estàtues d'or i plata. Va dictar diverses lleis de les anomenades sumptuàries per aturar el luxe descontrolat dels ciutadans rics i ell mateix va donar exemple amb la frugalitat de la seva vida; el seu objectiu era revifar l'autoritat del senat, que per un temps va gaudir d'una importància desconeguda des del temps de la república. Va assumir el títol de auctor verae libertatis i a les seves monedes va fer escriure el lema restitutor rei publicae i algunes portaven la dedicatòria genivs senatvs.

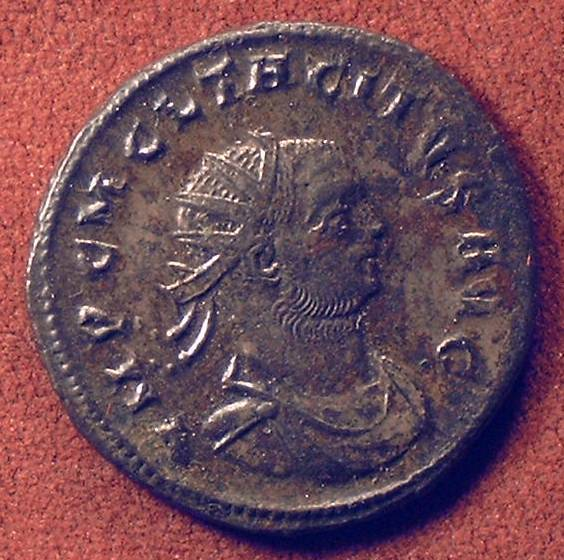
Moneda tipus antoninià, amb l'efígie de Tàcit

Va expulsar una partida de gots de l'Àsia Menor, que havien arribat des de la mar d'Azov (Palus Maeotis) convidats per Aurelià per participar en un projecte d'invasió a Pèrsia, però que s'havien revoltat per no cobrar el que se'ls havia promès i havien devastat extenses zones de l'Àsia Menor fins a Cilícia. El seu mig germà el prefecte pretorià Florià i el mateix Tàcit van lluitar contra els hèruls i van obtenir una victòria, fet que va ser recordat donant-li el títol de Gothicus Maximus.

## Mort i successió
L'exèrcit no va trigar a perdre el respecte al vell emperador i les preocupacions del càrrec emmalaltiren greument Tàcit, que morí de febres a Tars o a Tíana el 9 d'abril del 276 segons Víctor, després de 200 dies de regnat; un altre relat diu que va caure víctima dels soldats que es van indignar perquè va nomenar un familiar seu per un càrrec a Síria, però no n'hi ha cap prova.
La principal font documental per l'estudi del seu regnat és Flavi Vopisc; aquest autor dona com a referència una biografia, obra de Suetoni Optacià, però aquesta no s'ha conservat. Joan Zonaràs diu que tenia 75 anys quan fou proclamat emperador i que vivia a Campània.
En conèixer la mort de Tàcit, Florià es va proclamar emperador.